# Symmachia stigmosissima
Symmachia stigmosissima är en fjärilsart som beskrevs av Hans Ferdinand Emil Julius Stichel 1910. Symmachia stigmosissima ingår i släktet Symmachia och familjen Riodinidae. Inga underarter finns listade i Catalogue of Life.